# Anime Boston
Anime Boston là hội chợ anime thường niên diễn ra trong ba ngày được tổ chức vào mùa xuân tại thủ phủ Boston, Massachusetts của Hoa Kỳ. Được tạo và điều hành bởi New England Anime Society, Inc., một tổ chức phi lợi nhuận có trụ sở đặt tại Massachusetts.

## Chương trình
Hội chợ mang đến nhiều sự kiện trong đó bao gồm vũ hội hóa trang, cuộc thi video âm nhạc anime, các phòng video programming, gian hàng của các họa sĩ và chương trình nghệ thuật, karaoke, các chương trình trò chơi (gameshow), khu vực gian hàng vật phẩm, chương trình "Anime Unscripted", các trò chơi video, trò chơi nhập vai (RPG) và trò chơi nhập vai sống (LARP).

## Lịch sử
Hội chợ Anime Boston đầu tiên được tổ chức vào năm 2003 tại khách sạn Boston Park Plaza, Anime Boston năm 2004 cũng được tổ chức tại đó. Đến Anime Boston 2005, hội chợ được dời đến trung tâm hội nghị Hynes và khách sạn Sheraton Boston. Và kể từ đó hội chợ vẫn được tổ chức tại trung tâm hội nghị và các sách sạn liền kề với số người tham dự tăng trưởng ổn định lên 14.339 người (hoặc 35.224 lượt tham dự) trong năm 2008. Năm đó cũng chứng kiến các ngôi sao nhạc rock Nhật Bản The Pillows kết thúc chặng đường phía đông trong chuyến lưu diễn Mỹ của họ tại Anime Boston. Năm 2009, lần đầu tiên số người tham dự hội chợ vượt hơn 15.000, và những người tham dự có vé để được xem buổi biểu diễn lần đầu tiên ở Bắc Mỹ của ban nhạc Nhật Bản Kalafina. Số người tham gia lại tăng một lần nữa vượt quá con số 17.000 người vào năm 2010. Nobuo Uematsu xuất hiện tại hội chợ trong dự án Video Game Orchestra, một dàn nhạc gồm 90 thành viên có trụ sở tại Boston biểu diễn nhạc trong các trò chơi video với dàn nhạc, dàn hợp xướng và ban nhạc rock.
Năm 2011, tạp chí Boston Phoenix chọn Anime Boston cho giải "Best Nerd Gathering" của thành phố, vượt qua một số đối thủ như New England Comic Con và PAX East. Hội chợ thắng giải một lần nữa vào năm 2012. Năm 2012, Anime Boston tổ chức kỷ niệm 10 năm. Ngoài các sự kiện, một bảo tàng lịch sử của hội chợ cũng được trình làng; bảo tàng triễn lãm những bức ảnh và vật lưu niệm như trang phục linh vật và các thiết kế áo thun qua các năm tổ chức; một số khách mời trước kia của Anime Boston cũng gởi những lá thư chúc mừng hội chợ. Hội chợ tổ chức trong thời gian lễ phục sinh đạt đến con số hơn 20.000 người tham dự. Năm 2015 giới hạn người tham dự chỉ dành cho các hội viên của hội chợ do lo ngại về tình trạng quá tải, dù vậy theo kế hoạch, Anime Boston vẫn sẽ được tổ chức tại trung tâm hội nghị Hynes đến năm 2026. Anime Boston năm 2020 và 2021 đã bị hủy vì đại dịch COVID-19.

## Linh vật
Hội chợ Anime Boston có hai linh vật: A-chan với mái tóc dài màu xanh da trời, cô mặc một chiếc váy; B-kun với mái tóc màu cam cùng đôi mắt màu đỏ. Trang phục của họ sẽ được thay đổi mỗi năm tùy theo chủ đề của hội chợ.

## Sự kiện
Kể từ năm 2005, Anime Boston được tổ chức tại Trung tâm hội nghị Hynes. Trước đó vào năm 2003 và 2004 các sự kiện đều được tổ chức tại khách sạn Boston Park Plaza.
| Thời gian                       | Số người tham dự | Khách mời |
| ------------------------------- | ---------------- | --- |
| 18–20 tháng 4 năm 2003          | 4.110            | John Barrett, Steve Bennett, Chris Beveridge, Jerry Chu, Ted Cole, Emily DeJesus, Robert DeJesus, Tiffany Grant, Mark Hildreth, Charlene Ingram, Hiroki Kanno, Mark C. MacKinnon, Jamie McGonnigal, Scott McNeil, Kirby Morrow, Kristen Nelson, Lorraine Savage, Brad Swaile và David L. Williams. |
| 9–11 tháng 4 năm 2004           | 3.656            | Michael Coleman, Emily DeJesus, Robert DeJesus, Crispin Freeman, Lauren Goodnight, Hilary Haag, Carl Gustav Horn, Lex Lang, Monica Rial, David L. Williams và Dave Wittenberg. |
| 29 tháng 4 – 1 tháng 5 năm 2005 | 7.500            | Greg Ayres, Johnny Yong Bosch, Tim Buckley, Svetlana Chmakova, Emily DeJesus, Mohammad "Hawk" Haque, Dan Hess, Melissa Fahn, Yoko Ishida, David Kaye, Dave Lister, Cynthia Martinez, Scott McNeil, Daisuke Moriyama, Ananth Panagariya, Chris Patton, Monica Rial, Brianne Siddall, Michael "Mookie" Terracciano và Dave Wittenberg. |
| 26–28 tháng 5 năm 2006          | 9.354            | Greg Ayres, Christopher Bevins, Steve Blum, Svetlana Chmakova, Emily DeJesus, Robert DeJesus, Richard Epcar, Shuzilow.HA, Clarine Harp, Mohammad "Hawk" Haque, Jonathan Klein, Mary Elizabeth McGlynn, Vic Mignogna, Ananth Panagariya, Carrie Savage, Sumi Shimamoto, Mike Sinterniklaas, Michael "Mookie" Terracciano, Kari Wahlgren, Tom Wayland và David L. Williams. |
| 20–22 tháng 4 năm 2007          | 11.500           | Greg Ayres, Laura Bailey, Troy Baker, Christopher Bevins, Luci Christian, Colleen Clinkenbeard, Robert DeJesus, Emily DeJesus, Yasuhiro Imagawa, Hiroshi Iwata, Bettina M. Kurkoski, Mike McFarland, Grant Moran, Junji Nishimura, Brina Palencia, Mike Sinterniklaas, Kenji Terada, Tom Wayland, David L. Williams và Travis Willingham. |
| 21–23 tháng 3 năm 2008          | 14.339           | Christopher Ayres, Greg Ayres, Colleen Clinkenbeard, Emily DeJesus, Robert DeJesus, Aaron Dismuke, Todd Haberkorn, Luv and Response, MC Frontalot, The Pillows, Monica Rial, Mike Sinterniklaas, Brad Swaile, Tokyo Pinsalocks, Tom Wayland và David L. Williams. |
| 22–24 tháng 5 năm 2009          | 15.438           | Christopher Ayres, Greg Ayres, Laura Bailey, Troy Baker, Bespa Kumamero, Video Game Orchestra, Emily DeJesus, Robert DeJesus, Yuki Kajiura, Kalafina, Misako Rocks!, Veronica Taylor, Tom Wayland, David L. Williams và Travis Willingham |
| 2–4 tháng 4 năm 2010            | 17.236           | Nobuo Uematsu, MyM, Carli Mosier, Christopher Ayres, Chris Smith, Clarine Harp, Greg Ayres, J. Michael Tatum, Josh Grelle, Emily DeJesus, Robert DeJesus, Tom Wayland, Video Game Orchestra, Reni Mimura |
| 22–24 tháng 4 năm 2011          | 19.136           | Mari Iijima, Girugamesh, STEREOPONY, Brina Palencia, Greg Ayres, Christopher Ayres, J. Michael Tatum, Richard Epcar, Sean Schemmel, Spike Spencer, Trina Nishimura, Tom Wayland, MC Frontalot |
| 6–8 tháng 4 năm 2012            | 22.065           | Christopher Ayres, Greg Ayres, Caitlin Glass, Kanako Ito, Shotaro Kaizuka, MINT, Haruko Momoi, Carli Mosier, Tsutomu Narita, Takamasa Sakurai, Keith Silverstein, Michael Sinterniklaas, Chris Smith, Karen Strassman, Dethklan, Yoshitaka Suzuki, Kirk Thornton, Tom Wayland |
| 24–26 tháng 5 năm 2013          | 21.825           | Christopher Ayres, Greg Ayres, Zach Bolton, Christopher Bevins, IBI, Tomohiko Ito, Shinichiro Kashiwada, Yasuhiro Koshi, Lauren Landa, Cherami Leigh, David Matranga, ORIGA, Bryce Papenbrook, Raj Ramayya, Dethklan, Monica Rial, Rachel Robinson, Stephanie Sheh, Micah Solusod, Yousei Teikoku, Kari Wahlgren, Shinichi Watanabe, Tom Wayland |
| 21–23 tháng 3 năm 2014          | 24.798           | Yuu Asakawa, Greg Ayres, Linda Ballantyne, Josh Grelle, Kyle Hebert, Wendee Lee, Toby Proctor, JAM Project, Mike McFarland, Matthew Mercer, Dethklan, Yuko Minaguchi, Trina Nishimura, Dai Satō, Patrick Seitz, John Stocker, Cristina Vee, Tom Wayland |
| 3–5 tháng 4 năm 2015            | 26.475           | Greg Ayres, Christine Marie Cabanos, Richard Epcar, Kazuhiro Furuhashi, Lauren Landa, Cherami Leigh, LiSA, Manami Matsumae, Mona Marshall, Cassandra Morris, Haruo Nakajima, Yoko Shimomura, Michael Sinterniklaas, Ellyn Stern, Akira Takarada, Koki Uchiyama, Tom Wayland (hủy) |
| 25–27 tháng 3 năm 2016          | 26.975           | Yukiko Aikei, ALI PROJECT, Greg Ayres, Toshio Furukawa, Todd Haberkorn, Kyōhei Ishiguro, Shino Kakinuma, Carrie Keranen, Erica Lindbeck, Masao Maruyama, Max Mittelman, Tony Oliver, Monica Rial, Nano Ripe, Patrick Seitz, Eric Vale, Hiromi Wakabayashi |
| 31 tháng 3 – 2 tháng 4 năm 2017 | 25.848           | Greg Ayers, Bryson Baugus, Johnny Yong Bosch, Robbie Daymond, Sandy Fox, Toru Furuya, Kyle Colby Jones, Hirokatsu Kihara, Roland Kelts, Lex Lang, Cherami Leigh, Masahiko Minami, Shingo Natsume, Lisa Ortiz, Okamoto's, Wakana Okamura, Brina Palencia, Puffy AmiYumi, Michelle Ruff, Christopher Sabat, Patrick Seitz, LeSean Thomas, Naokatsu Tsuda |
| 30 tháng 3 – 1 tháng 4 năm 2018 | 25.229           | Asaka, Greg Ayres, Christopher Bevins, Flow, Josh Grelle, Hirokatsu Kihara, Amanda C. Miller, Yuji Muto, Monica Rial, Rachel Robinson, Katsuyuki Sumisawa, Michihiko Suwa, Kaiji Tang, J. Michael Tatum, Hideyuki Tomioka, Kaoru Wada, Kazuki Yao. |
| 19–21 tháng 4 năm 2019          | 25.615           | Greg Ayres, Johnny Yong Bosch, Leah Clark, Kara Edwards Richard Epcar, Billy Kametz, Yoichi Kato, Kenji Kodama, Yuri Lowenthal, MIYAVI, Naohiro Ogata, Lisa Ortiz, Tara Platt, Michelle Ruff (hủy), Tara Sands, Yoko Shimomura, Ellyn Stern, Goh Wakabayashi |
| 10–12 tháng 4 năm 2020          | Hủy              | None |
| 2-4 tháng 4 năm 2021            | Hủy              | None |
| 27–29 tháng 5 năm 2022          | 29.849           | ASCA, Greg Ayres, Griffin Burns, Ray Chase, Robbie Daymond, EyeQ, Lauren Landa, Brittany Lauda, Kayli Mills, Max Mittelman, Matt Shipman, Keith Silverstein (hủy), Suzie Yeung |
| 7–9 tháng 4 năm 2023            | TBA              | Adam Gibbs, Annie Wild, Aztech, Brandon McInnis, ChibiTifa, Christina Kelly, Christine Marie Cabanos, Dante Basco, Emi Lo, Erica Friedman, Erika Harlacher, Greg Ayres, Helen McCarthy, Hakos Baelz, Takanashi Kiara, Eric McEver, J. Michael Tatum, Jason Liebrecht, John Swasey, Keith Silverstein, Lady Cels, Misa on Wheels, Neil Nadelman, Paranom, Philip "Canvas" Odango, Quinn Lord, Sarah Hodge-Wetherbe, Sarah Natochenny, Shiu Yoshijima, Spectra, StarsOfCassiopeia, Viga, Zack Davisson |
| 29–31 tháng 3 năm 2024          | TBA              | TBA |
| 23–25 tháng 5 năm 2025          | TBA              | TBA |
| 3–5 tháng 4 năm 2026            | TBA              | TBA |